# Реттерзен
Реттерзен (нем. Rettersen) — община в Германии, в земле Рейнланд-Пфальц. 
Входит в состав района Альтенкирхен-Вестервальд. Подчиняется управлению Альтенкирхен.  Население составляет 367 человек (на 31 декабря 2010 года). Занимает площадь 3,21 км².